# Mrija-2006 Anańjiw
Mrija-2006 Anańjiw (ukr. ФК «Мрія-2006» Ананьїв) – ukraiński klub futsalu kobiet oraz piłki nożnej plażowej, mający siedzibę w mieście Anańjiw, w obwodzie odeskim, na południu kraju, grający od 2017 w rozgrywkach Mistrzostw Ukrainy w piłce nożnej plażowej.

## Historia
Chronologia nazw:
- 2006: Mrija-2006 Anańjiw (ukr. ФК «Мрія-2006» Ананьїв)

Klub piłkarski Mrija-2006 został założony w miejscowości Anańjiw w styczniu 2006 roku z inicjatywy przedsiębiorcy Wołodymyra Muntiana oraz trenera Ołeha Kłymczuka. Najpierw zespół występował w amatorskich rozgrywkach o nazwie "Biznes-liha". Zespół ma wiele osiągnięć. Drużyna brała udział w ogólnoukraińskim festiwalu piłki nożnej, ogólnoukraińskich letnich igrzyskach sportowych, jest zwycięzcą turniejów finałowych ogólnoukraińskiego festiwalu „Daj radość dzieciom” (2011), zajęła trzecie miejsce na Międzynarodowym turnieju "Puchar Ali Szlapak" (2012, Kijów). Najwyższe osiągnięcie to pierwsze miejsce w Otwartych Mistrzostwach Ukrainy w futsalu wśród drużyn Towarzystwa Sportowego "Kołos" (2011).
Również gra w rozgrywkach piłki nożnej plażowej kobiet. W 2017 startował w pierwszych mistrzostwach Ukrainy, zdobywając brązowe medale mistrzostw Ukrainy wśród kobiet Beach Soccera. W 2019 i 2020 został wicemistrzem.
W 2020 klub zwyciężył w rozgrywkach Pucharu Mistrzów Europy w piłce nożnej plażowej kobiet.

## Barwy klubowe, strój, herb, hymn
|  |  |

Klub ma barwy niebiesko-żółte. Piłkarki domowe spotkania zazwyczaj grają w zielonych koszulkach, czarnych spodenkach oraz zielonych getrach.

## Sukcesy

### Trofea międzynarodowe
- Women's Euro Winners Cup:
  - mistrz (1x): 2020

### Trofea krajowe
| \| \| Zdobyte trofea w rozgrywkach Ukrainy (stan na: 31-05-2021) \| |                                                            |      |            |
| Rozgrywki                                                           | Osiągnięcie                                                | Razy | Sezon(y)   |
| · Mistrzostwo                                                       | I miejsce                                                  | 0    |            |
| · Mistrzostwo                                                       | II miejsce                                                 | 2    | 2019, 2020 |
| · Mistrzostwo                                                       | III miejsce                                                | 1    | 2017       |
| Puchar                                                              | zdobywca                                                   | 0    |            |
| Puchar                                                              | finalista                                                  | 0    |            |
| Ukraina                                                             | Zdobyte trofea w rozgrywkach Ukrainy (stan na: 31-05-2021) |      |            |

## Poszczególne sezony

### Rozgrywki międzynarodowe

#### Europejskie puchary
| 9 września 2020 | Mrija-2006 Anańjiw | 4:3 | Newteam Brussels |                             |
| 14:00           |                    |     |                  | Pitch 2, Nazaré, Portugalia |

| 11 września 2020 | Zwiezda Perm | 2:2 k. 2:1 | Mrija-2006 Anańjiw |                                        |
| 14:00            |              |            |                    | Estádio do Viveiro, Nazaré, Portugalia |

| 12 września 2020 | CFP Cáceres Femenino | 1:4 | Mrija-2006 Anańjiw |                                        |
| 12:30            |                      |     |                    | Estádio do Viveiro, Nazaré, Portugalia |

| 13 września 2020 | Marseille Beach Team | 3:5 | Mrija-2006 Anańjiw |                             |
| 12:00            |                      |     |                    | Pitch 2, Nazaré, Portugalia |

### Rozgrywki krajowe
| \| \| Bilans występów klubu w rozgrywkach piłki nożnej plażowej Ukrainy (Stan na 31 maja 2021 r.) \| |                                                                                             |        |       |   |   |   |    |    |     |         |        |        |      |
| Poziom                                                                                               | Rozgrywki                                                                                   | Sezony | Mecze | Z | R | P | B+ | B– | Pkt | Lata    | Awanse | Spadki | Naj. |
| I | Mistrzostwa Ukrainy                                                                         | 4      |       |   |   |   |    |    |     | od 2017 | 0      | 0      | 2    |
| Ukraina                                                                                              | Bilans występów klubu w rozgrywkach piłki nożnej plażowej Ukrainy (Stan na 31 maja 2021 r.) |        |       |   |   |   |    |    |     |         |        |        |      |

## Piłkarki, trenerzy, prezydenci i właściciele klubu

### Trenerzy
| Lp. | Imię i nazwisko | Okres urzędowania | Okres urzędowania |
| --- | --------------- | ----------------- | ----------------- |
| 1.  | Ołeh Kłymczuk   | 2006              | 201?              |
| 2.  | Roman Paczew    | 201?              | obecnie           |

## Struktura klubu

### Stadion
Klub rozgrywa swoje mecze domowe w Stadionie Miejskim w Anańjiwie, który może pomieścić 1000 widzów.

### Derby
- SDJuSzOR Czornomoreć Odessa